# Революція 1848—1849 років в Неаполітанському королівстві

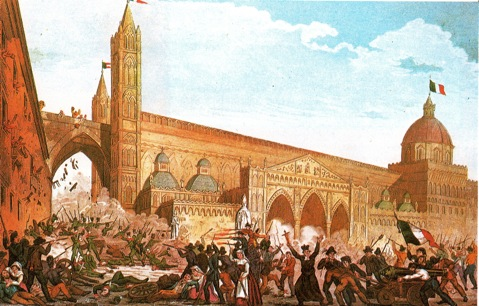
Повстання в Палермо 1848

Революція 1848—1849 років у Неаполітанському королівстві — соціальна революція на Півдні Італії, керованих представниками династії Бурбонів, частина Італійської революції, одна з революцій Весни народів. Метою революції було встановлення громадянських прав та свобод, ліквідація феодальних пережитків, і об'єднання Італії. Була придушена урядовими силами.

## Передісторія
За прелімінарним миром 3 жовтня 1735, що завершив Війну за польську спадщину 1733—1735 (підтверджений Віденським австро-французьким договором 18 листопада 1738), Австрія відмовилася від королівства Неаполя і Сицилії на користь дона Карлоса Пармского, п'ятого сина Філіпа V Іспанського, з умовою, що воно не буде об'єднано з Іспанією. У 1759 дон Карлос став іспанським королем, передавши Неаполь і Сицилію своєму третьому синові дону Фернандо (1751–1825), який заснував лінію неаполітанських Бурбонів під ім'ям Фердинанда IV. У 1806 він був вигнаний з Неаполя наполеонівськими військами, але за допомогою англійського флоту зберіг владу над Сицилією; Наполеон I передав неаполітанську корону спочатку своєму братові Жозефу (1806—1808), а потім маршалу Іоахіму Мюрату (1808—1815). Після зречення Мюрата від неаполітанського престолу 20 травня 1815 його знову зайняв Фердинанд IV, що проголосив себе в 1816 році королем Обох Сицилій.

## Реставрація та назрівання революційної ситуації. «Революція 1820»
Повернувшись до влади, Фердинанд IV скасував усі французькі установи і закони, введені в роки правління наполеонівських ставлеників Жозефа і Мюрата, поверталися дворянські посади, чини в армії, феодальні права і навіть сплата церковної десятини.
Ці реакційні заходи викликали бурхливе невдоволення населення, яке, підігріте пропагандою карбонаріїв (членів таємного патріотичного товариства, що ставило за мету звільнення і об'єднання всієї Італії), вилилося в справжній заколот кавалерійської бригади в липні 1820. На їх утихомирення була послана дивізія генерала Гільєрмо Пепе, однак він теж приєднався до повсталих. У Неаполі почалися демонстрації з вимогами реформ, і переляканий Фердинанд IV оголосив, що в жовтні буде скликаний парламент.
І він дійсно був скликаний, але до цього часу ситуація вже змінилася. На острові Сицилія, в Палермо, почалися селянські хвилювання. Очолили повстання радикали відразу ж створили тимчасову хунту і зажадали відділення Сицилії від Неаполітанського королівства. Карбонарії злякалися, що подібні дії викличуть інтервенцію австрійських військ і приведуть до повного розгрому їх організації в Неаполі. Тому генерал Пепе направив проти повстанців десятитисячний дивізію на чолі зі своїм братом. У результаті вже в вересня 1820 повстання на Сицилії було придушене, що в певній мірі позбавило карбонаріїв широкої народної підтримки.
Крім того, надії карбонаріїв на уникнення інтервенції не збулися. Держави Священного союзу були вкрай стурбовані подіями в Неаполі, і в результаті було вирішено відновити порядок. За вказівкою Священного союзу в березні 1821 в Неаполітанське королівство увійшла 43-тисячна австрійська армія, яка швидко розбила війська генерала Пепе. Парламент, який проіснував менше півроку, був розігнаний, і в Неаполі знову була відновлена абсолютна влада Фердинанда.
Спадкоємці Фердинанда продовжували його політику. Вступивши на престол, його син Франциск I мало приділяв уваги державним справам, надавши їх своїм міністрам. Сам же проводив час серед своїх фавориток, в забавах і бенкетах, оточивши себе солдатами через острах замахів. Його відверті жести дружби у бік австрійців, як захисників режиму, викликали негативні почуття у підданих. Війська інтервентів залишалися в країні до 1827 року. Онук Фердинанда і син Франциска, Фердинанд II при вступі на престол обіцяв ліберальні реформи, але на ділі намагався зміцнити абсолютизм. Були жорстоко придушені виступи 1831 року, викликані революцією у Франції, і повстання на Сицилії в 1837 році, інспіровані членами «Молодої Італії». Обстановка загострювалася.

## Революція 1848—1849 років і її придушення
У січні 1848 року в Палермо спалахнуло повстання, до якого приєдналися місцеві військові гарнізони і яке не змогли придушити навіть перекинуті з континенту війська. 13 квітня 1848 Генеральний комітет на чолі з Руджеро Сеттімо проголосив незалежність Сицилії від Неаполітанського королівства. Хвилювання перекинулися на весь південь Італії, докотившись до Неаполя. У підсумку Фердинанд був змушений ввести конституцію.
24 березня 1848 король Сардинії Карл Альберт оголосив війну Австрії, і Фердинанд, побоюючись що всі плоди перемоги дістануться йому, прислав 16000 своїх солдатів. Це внесло значний внесок в перші воєнні успіхи італійців.
Але вже 15 травня, за допомогою вірних йому військ, Фердинанд розігнав неаполітанський парламент, оскільки той відмовився присягати йому на вірність. У результаті в Неаполі спалахнула кривава різанина між юніоністами і військами короля. Місто на кілька днів опинився у владі безчинства натовпу солдатів, що не стільки воювали один з одним, скільки грабували населення. Загинули сотні мирних жителів. Переляканий цим розгулом стихії, Фердинанд терміново відкликав з австрійського фронту свої війська, що значно послабило італійські сили. У підсумку війну з Австрією продовжували тільки пьємонтці за підтримки гарібальдійських загонів.

## Підсумки
До кінця 1848 p зумів придушити революційний рух у своєму королівстві. Примітний епізод: розправляючись з повстанцями, він піддав бомбардуванню весною 1849 місто Мессіна (Сицилія), за що отримав прізвисько «король-бомба» (іт. «Re` Bomba»). До 5 травня 1849 правління Неаполітанського королівства було відновлено.
Згодом Фердинанд виступив ініціатором інтервенції в Римську республіку, чим сприяв її падінню 3 липня 1849.